# Mark Lackie
Mark Lackie (Saint John, 23 marzo 1967) è un ex pattinatore di short track canadese.

## Carriera
Come miglior risultato in classifica annovera un secondo posto alle Olimpiadi di Albertville 1992 nella staffetta 5.000 m.

## Palmarès
- Olimpiadi:

Albertville 1992: argento nella staffetta 5.000 m